# Nolder

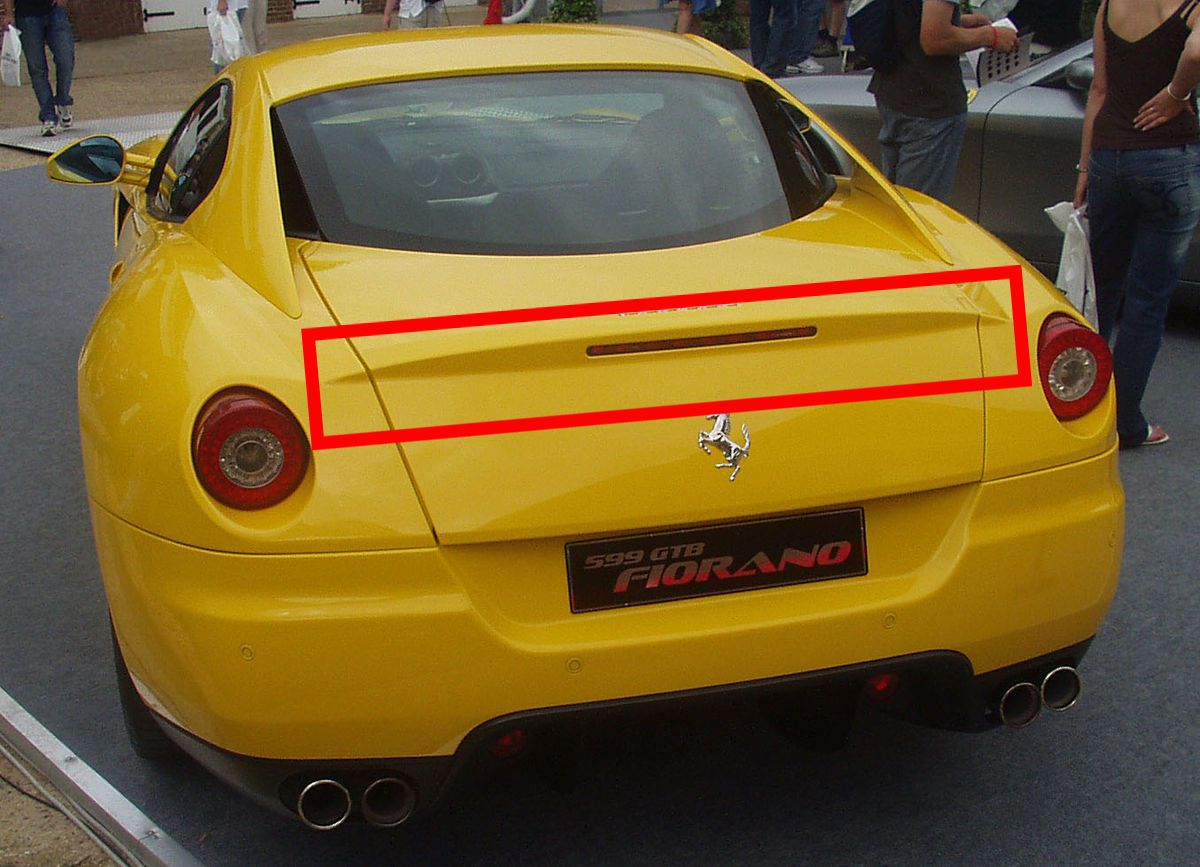
Il nolder (evidenziato da un riquadro rosso) presente nella parte posteriore della Ferrari 599

Il nolder è un componente automobilistico, corrispondente ad una piccola/micro forma aerodinamica (una striscia, una sporgenza, un labbro o un profilo) e parte integrante della carrozzeria o di un elemento aerodinamico (spoiler, diffusori, splitter), allo scopo di gestire e perfezionare ulteriormente il flusso d'aria, correggendo o ampliandone le caratteristiche base del corpo vettura o degli elementi aerodinamici.
I nolder sono utilizzati sia in applicazioni aerodinamiche ad alte prestazioni che in applicazioni aerodinamiche meno critiche. Causa le sue caratteristiche fisiche contenute o per la sua forte integrazione nelle linee della carrozzeria, può risultare di difficile individuazione anche ad un occhio allenato.

## Storia ed etimologia
Nel 1996, Autocar ha attribuito l'uso originale del termine alla Ferrari, altri citano il nolder come elemento derivato dalle corse di Formula Uno.
Nel dizionario della Formula 1 il nolder viene definito come "una piccola appendice aerodinamica a forma di L capovolta, generalmente posizionata sul bordo d'uscita dell'alettone posteriore, per aumentare la deportanza a bassa velocità".
Il dizionario automobilistico lo definisce come "un'appendice aerodinamica molto piccola che si inserisce liberamente ai profili degli alettoni. Aumenta l'aerodinamica ma non influisce sulla resistenza all'avanzamento".

## Descrizione
Questi elementi aerodinamici accentuano alcune caratteristiche fisiche dell'elemento principale, integrandone alcune forme semplici, gli scenari principali sono 2:

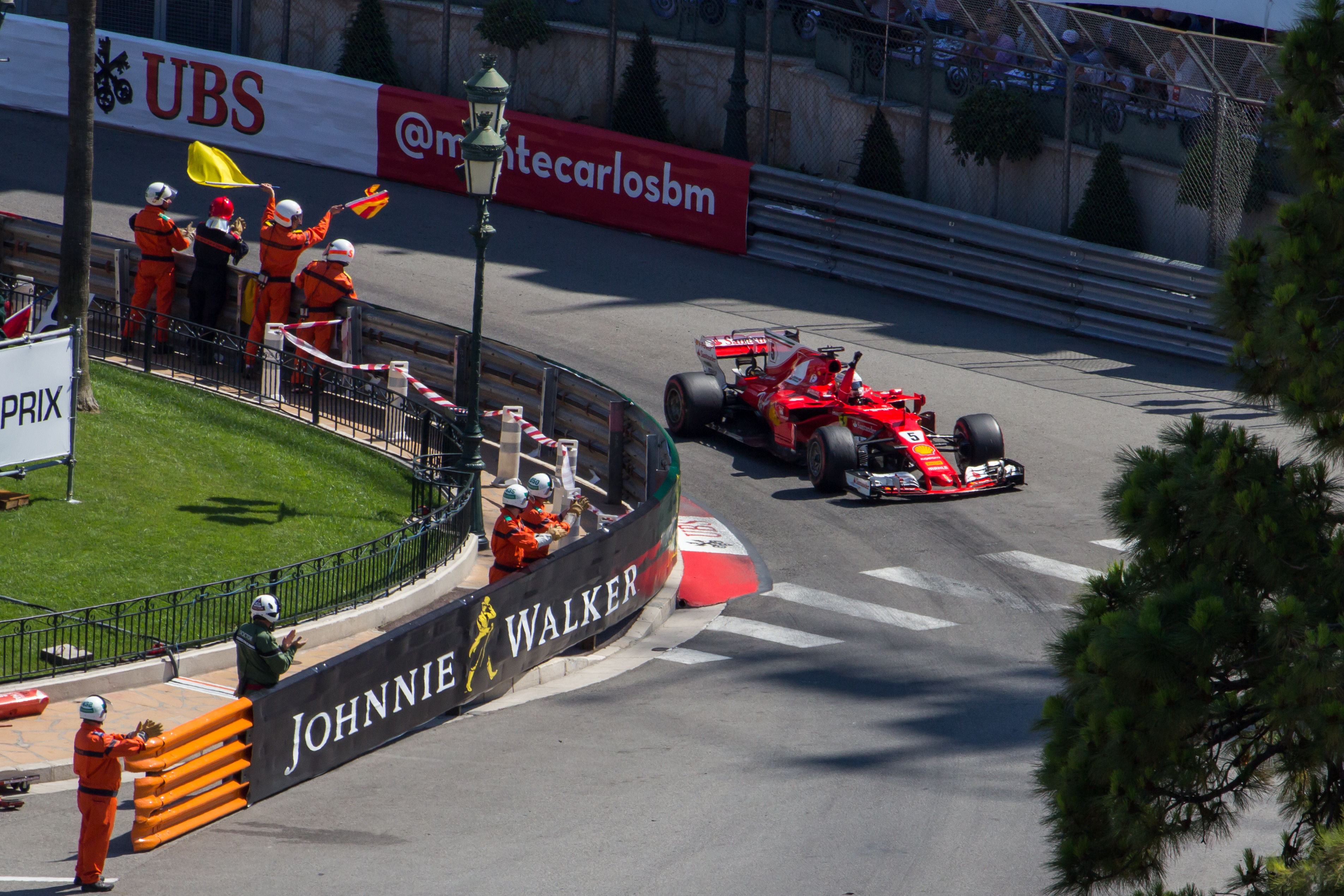
Nolder (configurazione flap di Gurney) presente su tutto il bordo d'uscita dell'alettone posteriore

- Elementi aerodinamici, utilizzati in elementi come gli alettoni (soprattutto se di dimensioni limitate)[6] permettono un incremento dell'efficacia dell'elemento aerodinamico, influenzando minimamente e negativamente sulla resistenza aerodinamica, si possono individuare in quanto il nolder è costituito da un elemento simile ad una bandella inclinata e posto sul bordo d'uscita dell'elemento aerodinamico, in questo caso il nolder è caratterizzato da un'inclinazione maggiore rispetto al profilo principale (come appunto gli alettoni), senza mai superare i 90° d'inclinazione rispetto al piano orizzontale, queste caratteristiche rendono il nolder difficilmente individuabile se non utilizzato nella sua versione più accentuata, che prende il nome di flap di Gurney[7].

- Forma della carrozzeria, in questo caso il nolder è un elemento cuneiforme e la sua funzione è quella di ridurre gli effetti negativi della forma base della carrozzeria, andandosi a posizionare nelle prossimità di restringimenti della carrozzeria (punti in cui inizia la riduzione della sezione frontale del mezzo), per questo sono posti principalmente nella zona posteriore del mezzo, andando ad emulare le funzioni della coda tronca, andando di fatto a conferire una forma che accentua la spigolosità dei profili posteriori del mezzo.
In alcuni casi come le hatchback (Fiat 500L) i nolder possono essere accompagnati da spoiler neutri da tettuccio abitacolo, in modo da accentuare ulteriormente l'emulazione dell'effetto coda tronca.

## Funzione
Nella progettazione di veicoli ad alte prestazioni, un nolder cuneiforme di dimensioni limitate può diminuire significativamente la portanza (Cz) indotta dal profilo aerodinamico di un veicolo, ma il suo uso principale è quello di ridurre le resistenze aerodinamiche.
Vengono utilizzati anche in applicazioni meno performanti, come nelle vetture più economiche ad uso civile, ad esempio per forzare la separazione del flusso d'aria dal lunotto, andando ad emulare le funzioni della coda tronca, posizionando il nolder in verticale ai lati del lunotto, in modo da ridurre al minimo i rigurgiti d'aria, rigurgiti che altrimenti andrebbero a creare le turbolenze che aumentano la resistenza aerodinamica, esistono esempi pratici di quest'applicazione come in alcune piccole Hatchback (quale la Fiat 500L).
Altre soluzioni invece prevedono una configurazione a bandella e l'aumento dell'efficacia di un elemento aerodinamico, come nel caso degli alettoni, utilizzati per adeguare un elemento aerodinamico senza doverlo ridisegnare completamente e facilitando il rispetto di eventuali limiti dimensionali (regolamentari o pratici).